# Eurojackpot

Mapa państw uczestniczących w Eurojackpot

Eurojackpot – międzynarodowa gra liczbowa (loteria), utworzona w listopadzie 2011 r. w Amsterdamie, uruchomiona w marcu 2012 r., w której uczestniczy 19 państw europejskich (stan na 2024 r.):
- Dania, w tym Grenlandia i Wyspy Owcze (od 17 marca 2012 – sprzedaż losów, 23 marca 2012 – pierwsze losowanie)
- Estonia (od 17 marca 2012 – sprzedaż losów, 23 marca 2012 – pierwsze losowanie)
- Finlandia (od 17 marca 2012 – sprzedaż losów, 23 marca 2012 – pierwsze losowanie)
- Holandia (od 17 marca 2012 – sprzedaż losów, 23 marca 2012 – pierwsze losowanie)
- Niemcy (od 17 marca 2012 – sprzedaż losów, 23 marca 2012 – pierwsze losowanie)
- Słowenia (od 17 marca 2012 – sprzedaż losów, 23 marca 2012 – pierwsze losowanie)
- Włochy (od 31 marca 2012 – sprzedaż losów, 6 kwietnia 2012 – pierwsze losowanie)
- Hiszpania (od 30 czerwca 2012 – sprzedaż losów, 6 lipca 2012 – pierwsze losowanie)
- Chorwacja (od 26 stycznia 2013 – sprzedaż losów, 1 lutego 2013 – pierwsze losowanie)[1]
- Islandia (od 26 stycznia 2013 – sprzedaż losów, 1 lutego 2013 – pierwsze losowanie)[2]
- Litwa (od 26 stycznia 2013 – sprzedaż losów, 1 lutego 2013 – pierwsze losowanie)[3]
- Łotwa (od 26 stycznia 2013 – sprzedaż losów, 1 lutego 2013 – pierwsze losowanie)[4]
- Norwegia (od 26 stycznia 2013 – sprzedaż losów, 1 lutego 2013 – pierwsze losowanie)
- Szwecja (od 26 stycznia 2013 – sprzedaż losów, 1 lutego 2013 – pierwsze losowanie)[5]
- Czechy (od 4 października 2014 – sprzedaż losów, 10 października 2014 – pierwsze losowanie)
- Węgry (od 4 października 2014 – sprzedaż losów, 10 października 2014 – pierwsze losowanie)[6]
- Słowacja (od 3 października 2015 – sprzedaż losów, 9 października 2015 – pierwsze losowanie)[7]
- Polska (od 9 września 2017 – sprzedaż losów, 15 września 2017 – pierwsze losowanie)[8]
- Grecja (od 6 marca 2024 – sprzedaż losów, 8 marca 2024 – pierwsze losowanie)

Minimalna gwarantowana pula na wygrane pierwszego stopnia wynosi 10 000 000 euro. Maksymalna główna wygrana może osiągnąć 120 000 000 euro. W Polsce dla celów promocyjnych wartość ta została ustalona na 500 000 000 złotych, a faktyczna wartość będzie zależna od aktualnego kursu walutowego. Gracz w Polsce ma wybór, w jakiej walucie będzie chciał odebrać wygraną równą lub wyższą niż 10 000 000 euro (w euro lub złotych). Pojedynczy zakład Eurojackpot kosztuje 2 euro (w Polsce 12,50 zł). Prawdopodobieństwo trafienia wygranej pierwszego stopnia wynosi 1:139 838 159. Celem każdego gracza jest trafienie 5 z 50 liczb oraz 2 z 12 dodatkowych liczb (tzw. euronumerów). Eurojackpot oferuje 12 kategorii nagród. 10 maja 2019 pierwszy raz w historii padła główna wygrana w Polsce w wysokości 45 000 000 euro.
Do 25 marca 2022 odbywało się jedno losowanie tygodniowo (piątek wieczorem). Od 25 marca 2022 losowania Eurojackpot odbywają się w Helsinkach (transmitowane „na żywo” w siedzibie fińskiej telewizji) w każdy wtorek między 20:15 a 21:00 i w każdy piątek między 20:00 a 21:00 czasu wschodnioeuropejskiego, natomiast ocena zwycięskich kuponów odbywa się w Niemczech i Danii.

## Prawdopodobieństwo wygranej[9]
| Stopień wygranej   | Trafione numery | Prawdopodobieństwo wygranej |
| ------------------ | --------------- | --------------------------- |
| 1 (nagroda główna) | 5 + 2           | 1 : 139 838 160             |
| 2                  | 5 + 1           | 1 : 6 991 908               |
| 3                  | 5 + 0           | 1 : 3 107 515               |
| 4                  | 4 + 2           | 1 : 621 503                 |
| 5                  | 4 + 1           | 1 : 31 075                  |
| 6                  | 3 + 2           | 1 : 14 125                  |
| 7                  | 4 + 0           | 1 : 13 811                  |
| 8                  | 2 + 2           | 1 : 985                     |
| 9                  | 3 + 1           | 1 : 706                     |
| 10                 | 3 + 0           | 1 : 314                     |
| 11                 | 1 + 2           | 1 : 188                     |
| 12                 | 2 + 1           | 1 : 49                      |

## Pula nagród i kumulacje
W porównaniu do innych loterii, na przykład EuroMillions lub niemieckiego Lotto „6 aus 49”, format gry Eurojackpot został stworzony po to, by rzadziej wyłaniać zwycięzców (szansa na trafienie nagrody głównej to 1 do 140 milionów, podczas gdy w EuroMillions prawdopodobieństwo wynosi 1 do 117 milionów, zaś w niemieckim Lotto 1 do 139 milionów). W rezultacie, grając w Eurojackpot, nie można oczekiwać tak wysokich wygranych jak w EuroMillions, gdyż pula na wygrane pierwszego stopnia jest o wiele częściej rozbijana.
Do 31 stycznia 2013 zasady Eurojackpot przewidywały, iż jeśli żaden z graczy nie trafi głównej wygranej w 13 następujących po sobie losowaniach, pula na wygrane pierwszego stopnia w ostatnim z nich (trzynastym) ulegnie podziałowi między zwycięzców nagród niższej kategorii. Dzięki tej regule w sierpniu 2012 roku najwyższą wówczas wygraną, w wysokości 27 545 857,50 euro, otrzymał gracz, który trafił nagrodę drugiego stopnia (5 liczb i tylko 1 z 2 euronumerów).
Od 1 lutego 2013 pula na wygrane I stopnia rośnie do maksymalnie 90 000 000 euro, a następnie utrzymywana jest na tym poziomie aż do jej rozbicia, czyli trafienia wszystkich wylosowanych liczb. Nadwyżka, będąca kwotą uzbieraną ponad tę wartość, przeznaczana jest na II stopień wygranych. Najwyższa możliwa wygrana w Eurojackpot, czyli 90 000 000 euro, padła ośmiokrotnie – m.in. w losowaniach 15 maja 2015, 14 października 2016, 9 lutego 2018 i 10 maja 2019, w tym pierwszy raz w Polsce.
Od 25 marca 2022 pula na wygrane I stopnia rośnie do maksymalnie 120 000 000 euro. Zmieniły się też zasady losowania euronumerów - zamiast 2 z 10 obowiązuje 2 z 12. Wprowadzono dodatkowe losowanie we wtorek.

## Najwyższe pojedyncze wygrane
| Lp. | Data                 | Wygrana (w euro) | Państwo   |
| --- | -------------------- | ---------------- | --------- |
| 1.  | 22 lipca 2022        | 120 000 000,00   | Dania     |
| 1.  | 8 listopada 2022     | 120 000 000,00   | Niemcy    |
| 1.  | 23 czerwca 2023      | 120 000 000,00   | Niemcy    |
| 1.  | 16 stycznia 2024     | 120 000 000,00   | Norwegia  |
| 4.  | 4 sierpnia 2023      | 117 242 385,80   | Niemcy    |
| 5.  | 15 maja 2015         | 90 000 000,00    | Czechy    |
| 5.  | 14 października 2016 | 90 000 000,00    | Niemcy    |
| 5.  | 9 lutego 2018        | 90 000 000,00    | Finlandia |
| 5.  | 23 sierpnia 2019     | 90 000 000,00    | Finlandia |
| 5.  | 7 lutego 2020        | 90 000 000,00    | Niemcy    |
| 5.  | 1 maja 2020          | 90 000 000,00    | Niemcy    |
| 11. | 14 kwietnia 2017     | 86 970 702,80    | Finlandia |
| 12. | 29 lipca 2016        | 84 777 435,80    | Niemcy    |
| 13. | 25 marca 2016        | 76 766 891,40    | Niemcy    |
| 14. | 8 lutego 2019        | 63 248 942,30    | Niemcy    |
| 15. | 12 września 2014     | 61 170 752,70    | Finlandia |
| 16. | 16 października 2020 | 58 807 427,70    | Słowacja  |
| 17. | 5 grudnia 2014       | 58 693 173,90    | Niemcy    |
| 18. | 4 kwietnia 2014      | 57 275 841,60    | Finlandia |
| 19. | 14 czerwca 2019      | 55 280 363,70    | Czechy    |
| 20. | 15 marca 2019        | 53 423 674,30    | Szwecja   |
| 21. | 26 maja 2017         | 50 270 035,20    | Niemcy    |
| 22. | 1 stycznia 2016      | 49 685 851,50    | Niemcy    |
| 23. | 20 lutego 2015       | 49 670 283,00    | Dania     |
| 24. | 18 sierpnia 2017     | 47 357 065,00    | Norwegia  |
| 25. | 7 lipca 2017         | 46 505 018,60    | Finlandia |
| 26. | 24 lipca 2015        | 46 154 745,90    | Finlandia |
| 27. | 12 kwietnia 2013     | 46 079 338,80    | Niemcy    |
| 28. | 12 sierpnia 2022     | 45 600 000,00    | Polska    |
| 29. | 6 lipca 2018         | 45 000 000,00    | Niemcy    |
| 29. | 6 lipca 2018         | 45 000 000,00    | Niemcy    |
| 31. | 10 maja 2019         | 45 000 000,00    | Polska    |
| 31. | 10 maja 2019         | 45 000 000,00    | Niemcy    |
| 33. | 20 września 2019     | 44 648 075,80    | Norwegia  |
| 34. | 26 czerwca 2020      | 44 565 942,80    | Norwegia  |
| 35. | 13 sierpnia 2021     | 43 535 927,10    | Polska    |
| 36. | 9 marca 2018         | 42 670 719,30    | Niemcy    |
| 37. | 20 października 2017 | 41 570 496,90    | Finlandia |
| 38. | 19 lipca 2013        | 41 522 930,10    | Niemcy    |
| 39. | 4 września 2015      | 38 878 827,50    | Finlandia |
| 40. | 7 sierpnia 2020      | 38 145 589,70    | Niemcy    |
| 40. | 7 sierpnia 2020      | 38 145 589,70    | Hiszpania |
| 36  | 28 sierpnia 2020     | 34 889 569,00    | Finlandia |
| 37  | 29 maja 2020         | 33 290 606,90    | Włochy    |
| 38  | 7 grudnia 2018       | 33 208 146,80    | Dania     |
| 39  | 13 listopada 2015    | 32 657 956,90    | Niemcy    |
| 40  | 9 października 2015  | 31 579 233,10    | Hiszpania |
| 41  | 31 sierpnia 2018     | 30 920 808,30    | Niemcy    |
| 41  | 31 sierpnia 2018     | 30 920 808,30    | Niemcy    |
| 43  | 22 listopada 2019    | 30 000 000,00    | Niemcy    |
| 43  | 22 listopada 2019    | 30 000 000,00    | Niemcy    |
| 43  | 22 listopada 2019    | 30 000 000,00    | Węgry     |
| 46  | 25 stycznia 2013     | 29 540 641,50    | Finlandia |
| 47  | 22 kwietnia 2016     | 29 071 164,30    | Niemcy    |
| 48  | 16 maja 2014         | 28 207 473,90    | Słowenia  |
| 49  | 10 sierpnia 2012     | 27 545 857,50    | Niemcy    |
| 50  | 6 grudnia 2019       | 23 515 066,30    | Finlandia |
| 51  | 10 listopada 2017    | 23 425 613,90    | Dania     |
| 52  | 5 czerwca 2015       | 23 251 598,30    | Finlandia |
| 53  | 20 lipca 2018        | 22 736 889,80    | Szwecja   |
| 54  | 10 lutego 2017       | 22 569 527,60    | Niemcy    |
| 54  | 10 lutego 2017       | 22 569 527,60    | Węgry     |
| 56  | 11 września 2020     | 21 752 127,20    | Polska    |
| 57  | 20 października 2012 | 21 320 215,00    | Dania     |
| 58  | 27 września 2013     | 21 256 582,40    | Finlandia |
| 59  | 6 grudnia 2013       | 21 047 334,80    | Słowenia  |
| 60  | 11 maja 2012         | 19 536 863,80    | Niemcy    |
| 61  | 22 stycznia 2016     | 19 379 323,30    | Finlandia |
| 62  | 20 czerwca 2014      | 19 318 051,40    | Niemcy    |
| 63  | 28 czerwca 2019      | 18 927 585,40    | Niemcy    |
| 64  | 6 stycznia 2017      | 18 000 000,00    | Niemcy    |
| 64  | 6 stycznia 2017      | 18 000 000,00    | Niemcy    |
| 64  | 6 stycznia 2017      | 18 000 000,00    | Niemcy    |
| 64  | 6 stycznia 2017      | 18 000 000,00    | Dania     |
| 64  | 6 stycznia 2017      | 18 000 000,00    | Holandia  |
| 69  | 16 listopada 2018    | 18 000 000,00    | Niemcy    |
| 69  | 16 listopada 2018    | 18 000 000,00    | Niemcy    |
| 69  | 16 listopada 2018    | 18 000 000,00    | Finlandia |
| 69  | 16 listopada 2018    | 18 000 000,00    | Hiszpania |
| 69  | 16 listopada 2018    | 18 000 000,00    | Włochy    |
| 74  | 26 grudnia 2014      | 17 783 911,00    | Finlandia |
| 75  | 23 marca 2018        | 17 461 478,80    | Norwegia  |
| 76  | 10 stycznia 2014     | 17 283 821,50    | Chorwacja |
| 77  | 3 października 2014  | 16 606 337,30    | Niemcy    |
| 78  | 16 sierpnia 2013     | 15 541 392,00    | Włochy    |
| 79  | 15 września 2017     | 15 363 349,60    | Niemcy    |
| 79  | 15 września 2017     | 15 363 349,60    | Niemcy    |
| 81  | 6 maja 2016          | 14 476 862,80    | Niemcy    |
| 82  | 3 maja 2013          | 13 486 561,10    | Norwegia  |
| 83  | 18 października 2013 | 13 308 947,80    | Niemcy    |
| 84  | 8 maja 2020          | 13 286 943,40    | Szwecja   |
| 85  | 24 sierpnia 2012     | 11 265 231,40    | Niemcy    |
| 86  | 21 października 2016 | 10 549 199,70    | Niemcy    |
| 87  | 13 grudnia 2019      | 10 455 190,60    | Niemcy    |
| 88  | 13 maja 2016         | 10 000 000,00    | Finlandia |
| 88  | 17 listopada 2017    | 10 000 000,00    | Niemcy    |
| 88  | 24 listopada 2017    | 10 000 000,00    | Dania     |
| 88  | 14 grudnia 2018      | 10 000 000,00    | Hiszpania |
| 92  | 28 grudnia 2018      | 09 606 434,20    | Niemcy    |
| 92  | 28 grudnia 2018      | 09 606 434,20    | Holandia  |

## Historia
Loteria Eurojackpot została zaproponowana w 2006 r. w celu wprowadzenia konkurencji już istniejącej loterii EuroMillions. Dzięki dużej liczbie uczestniczących państw może ona oferować zdecydowanie wyższe pule nagród niż jakakolwiek loteria narodowa. Do utworzenia Eurojackpot doszło w listopadzie 2011 r. w Amsterdamie podczas spotkania przedstawicieli Holandii, Danii, Niemiec, Finlandii, Słowenii i Włoch. Po negocjacjach do tej grupy dołączyła również Estonia. Pierwsze losowanie odbyło się 23 marca 2012 w Helsinkach, a sprzedaż kuponów rozpoczęto 17 marca 2012 we wszystkich ówcześnie uczestniczących państwach poza Włochami, których ze względu na problemy techniczne nie dopuszczono do udziału (faktycznie Włochy przystąpiły do gry dopiero 6 kwietnia 2012). 6 lipca 2012 przyjęto Hiszpanię, zaś koncesję na prowadzenie tej loterii w tym kraju otrzymała hiszpańska organizacja narodowa niewidomych – ONCE. 1 lutego 2013 do państw biorących udział w Eurojackpot dołączyły Chorwacja, Islandia, Litwa, Łotwa, Norwegia oraz Szwecja, zaś 10 października 2014 – Czechy i Węgry. 9 października 2015 do gry przystąpiła Słowacja. Od 9 września 2017 w Eurojackpot można grać w Polsce (operatorem został Totalizator Sportowy), a od 8 marca 2024 – w Grecji.

## Kto może grać?
Loteria Eurojackpot jest dostępna dla mieszkańców i obywateli państw, które oficjalnie biorą udział w losowaniach tej gry, tj.: Chorwacji, Czech, Danii, Estonii, Finlandii, Grecji, Hiszpanii, Holandii, Islandii, Litwy, Łotwy, Niemiec, Norwegii, Polski, Słowacji, Słowenii, Szwecji, Węgier i Włoch. Do gry mogą również przystąpić obywatele innych państw, jeśli w chwili zakupu kuponu znajdują się w wyżej wymienionych krajach.

## Prywatni operatorzy
Powstały także nieoficjalne strony internetowe, które umożliwiają wzięcie udziału w Eurojackpot lub obstawienie wyników losowań tej loterii online. Część z nich posiada licencje danego kraju, natomiast pozostałe wykorzystują naiwność swoich graczy. Kupon może zakupić jedynie osoba pełnoletnia, zaś wiek ten jest określany przez prawo panujące w danym kraju. Komisja do spraw hazardu w Wielkiej Brytanii oferuje licencje prywatnym operatorom, dzięki którym mogą oni oferować swoim klientom obstawianie wyników Eurojackpot także poza granicami tego kraju. Natomiast Słowenia, Islandia i Włochy zakazują działania prywatnych operatorów tej loterii.